# Mecynodes angulosus
Mecynodes angulosus är en skalbaggsart som beskrevs av Edgar von Harold 1869. Mecynodes angulosus ingår i släktet Mecynodes och familjen Aphodiidae. Inga underarter finns listade i Catalogue of Life.